# Tarab Abdul Hádí
Tarab Abdul Hádí (arabsky عوني عبد الهادي‎), také transliterováno jako Tarab 'Abd al-Hádí, (žila 1910–1976) byla palestinská aktivistka a feministka. Koncem dvacátých let 20. století spoluzaložila Asociaci arabských žen. Šlo o první ženský spolek v Mandátní Palestině a první zdejší organizaci ženského hnutí.

## Život
Narodila se v Dženínu v roce 1910. Jejím manželem byl Awní Abd al-Hádí palestinský politik, který v třicátých letech spoluzakládal a vedl Stranu nezávislosti. Tarab Abdul Hádí a další ženy z prominentních jeruzalémských rodin v roce 1929 založily Asociaci arabských žen. Organizací chtěly vyjádřit svou opozici vůči sionistickému hnutí a podporu svým manželům, představitelům palestinského nacionalismu.
Poprvé se spolek sešel v domě Tarab Abdul Hádí dne 26. října 1929. Tento den je považován za přelom, kdy do palestinské politiky vstoupily ženy. Ve spolku se angažovaly i další významné jeruzalémské klany, například al-Husejní a Našášíbí. Mezi činnosti spolku patřily aktivity spojené s posilováním povědomí o palestinské otázce, psaní dopisů a věnování se otázce vězňů, respektive vězněných politiků a aktivistů. Spolek také pořádal sbírky na podporu rodin uvězněných.
Byla také aktivistkou podněcující ženy, aby přestaly nosit závoj.
Po první arabsko-izraelské válce v roce 1948 přesídlila se svou rodinou do Káhiry v Egyptě.